# Mateusz Kus
Mateusz Kus, né le 14 juillet 1987 à Piekary Śląskie, est un handballeur international polonais, évoluant au poste de pivot au Motor Zaporijia.

## Palmarès

### En club
Compétitions internationales
- Vainqueur de la Ligue des champions (1) : 2016

Compétitions nationales
- Vainqueur du Championnat de Pologne (3) : 2016, 2017 et 2018
- Vainqueur de la Coupe de Pologne (3) : 2016, 2017 et 2018

### Sélection nationale
- 4e place aux Jeux olympiques de 2016